# Shade 45
Shade 45 — американська хіп-хоп радіостанція, заснована Емінемом та Полом Розенбергом у 2004 р. Мовлення ведеться без цензури. 13 листопада 2008 внаслідок реструктуризації XM Satellite Radio радіостанція замінила розформовану 66 Raw.
Діджеї та ведучі: Sway, Колдмобі, Lord Sear, Руд Джуд, DJ Whoo Kid, DJ Self, DJ Superstar Jay. DJ Green Lantern покинув радіостанцію у 2005 через свої слова сказані про 50 Cent по телефону реперу Jadakiss під час інтерв'ю останнього для DVD.